# Tom et Jerry : La Collection Chuck Jones

Tom et Jerry : La Collection Chuck Jones (Tom and Jerry: The Chuck Jones Collection) est un DVD édité par Warner Home Video en 2009 et regroupant 34 cartoons de la franchise Tom et Jerry pour célébrer les 70 ans du célèbre duo de la MGM.

## Liste descartoons
Les trente-quatre cartoons suivants ont été produits par Chuck Jones à Hollywood, en Californie, et distribués par la Metro-Goldwyn-Mayer. Les précédents films ont été produits en collaboration avec Walter Bien de Sib Tower 12 Productions (un ou l'autre crédités sur les productions de 1963 et 1964), jusqu'à ce que les cartoons aient été produits par un nouveau département d'animation appelé MGM Animation/Visual Arts. Les (co-)réalisateurs sont crédités dans les écrans-titres.

### 1963
| #   | Titre                           | Titre original   | Date  | Notes                                                 |
| --- | ------------------------------- | ---------------- | ----- | ----------------------------------------------------- |
| 128 | Tom et Jerry sur un gratte-ciel | Pent-House Mouse | 27/07 | Premier cartoon Tom et Jerry réalisé par Chuck Jones. |

### 1964
| #   | Titre                           | Titre original                    | Date  | Notes                         |
| --- | ------------------------------- | --------------------------------- | ----- | ----------------------------- |
| 129 | Tom et Jerry barbier de Séville | The Cat Above and the Mouse Below | 25/02 |                               |
| 130 | Jerry Spoutnik                  | Is There a Doctor in the Mouse?   | 24/03 | Co-réalisé par Maurice Noble. |
| 131 | La B.A. de Jerry                | Much Ado About Mousing            | 14/04 | Co-réalisé par Maurice Noble. |
| 132 | Jerry Boule de neige            | Snowbody Loves Me                 | 12/05 | Co-réalisé par Maurice Noble. |
| 133 | L'Irrésistible Jerry            | The Unshrinkable Jerry Mouse      | 08/12 | Co-réalisé par Maurice Noble. |

### 1965
| #   | Titre                    | Titre original                | Date  | Notes                                                                                            |
| --- | ------------------------ | ----------------------------- | ----- | ------------------------------------------------------------------------------------------------ |
| 134 | Tranches de vie          | Ah, Sweet Mouse-Story of Life | 20/01 | Co-réalisé par Maurice Noble.                                                                    |
| 135 | Tom atomique             | Tom-ic Energy                 | 27/01 | Co-réalisé par Maurice Noble.                                                                    |
| 136 | Journée noire pour chats | Bad Day at Cat Rock           | 10/02 | Co-réalisé par Maurice Noble. Premier cartoon avec la signature de Chuck Jones dans les crédits. |
| 137 | Offensive de charme      | The Brothers Carry-Mouse-Off  | 03/03 | Réalisé par Jim Pabian et Maurice Noble.                                                         |
| 138 | La Souris Hantée         | Haunted Mouse                 | 24/03 | Co-réalisé par Maurice Noble.                                                                    |
| 139 | Fou de Jerry             | I'm Just Wild about Jerry     | 07/04 | Co-réalisé par Maurice Noble.                                                                    |
| 140 | La Bonne Fée de Jerry    | Of Feline Bondage             | 19/05 | Co-réalisé par Maurice Noble. Sorti avec Signpost to Murder.                                     |
| 141 | L'Année de la Souris     | The Year of the Mouse         | 09/06 | Co-réalisé par Maurice Noble.                                                                    |
| 142 | Petit mais costaud !     | The Cat's Me-Ouch             | 22/12 | Co-réalisé par Maurice Noble.                                                                    |

### 1966
| #   | Titre                             | Titre original               | Date  | Notes |
| --- | --------------------------------- | ---------------------------- | ----- | --- |
| 143 | Duels                             | Duel Personality             | 20/02 | Co-réalisé par Maurice Noble. |
| 144 | Jerry, somnanbule                 | Jerry, Jerry, Quite Contrary | 17/02 | Co-réalisé par Maurice Noble. L'épisode est aussi disponible sur les compagnies aériennes Lufthansa et Swiss International Airlines. |
| 145 | Tom et Jerry au cirque            | Jerry-Go-Round               | 03/04 | Co-réalisé par Maurice Noble. |
| 146 | Un amour de souris                | Love Me, Love my Mouse       | 28/04 | Co-réalisé par Ben Washam. |
| 147 | Le cargo de fromage               | Puss 'n' Boats               | 05/05 | Réalisé par Abe Levitow. |
| 148 | Un poisson rouge bien appétissant | Filet Meow                   | 30/06 | Réalisé par Abe Levitow. Dernière apparition du poisson rouge.                                                                       |
| 149 | Tom & Jerry au cinéma             | Matinee Mouse                | 14/07 | William Hanna et Joseph Barbera sont crédités comme réalisateurs tandis que Tom Ray s'occupe de la supervision.                      |
| 150 | L'Abominable Tom des neiges       | The A-Tom-Inable Snowman     | 04/08 | Réalisé par Abe Levitow. |
| 151 | Jerry le caïd                     | Catty-Cornered               | 08/09 | Réalisé par Abe Levitow. |

### 1967
| #   | Titre                           | Titre original              | Date  | Notes |
| --- | ------------------------------- | --------------------------- | ----- | --- |
| 152 | Deux fois chat                  | Cat and Dupli-Cat           | 20/01 | Co-réalisé par Maurice Noble.                                                                                    |
| 153 | L'Odyssée de l'espace           | O-Solar-Meow                | 24/02 | Réalisé par Abe Levitow.                                                                                         |
| 154 | Tom et Jerry dans le Futur      | Guided Mouse-ille           | 10/03 | Réalisé par Abe Levitow.                                                                                         |
| 155 | Tapage nocturne                 | Rock 'n' Rodent             | 07/04 | Réalisé par Abe Levitow. Sorti avec The Karate Killers.                                                          |
| 156 | Mise en boîte                   | Cannery Rodent              | 14/04 | Co-réalisé par Maurice Noble.                                                                                    |
| 157 | La souris de la faim            | The Mouse from H.U.N.G.E.R. | 21/04 | Réalisé par Abe Levitow. Le titre original est une parodie de celui de Des agents très spéciaux.                 |
| 158 | Tom : surfeur                   | Surf-Bored Cat              | 05/05 | Réalisé par Abe Levitow.                                                                                         |
| 159 | La nouvelle souricière          | Shutter Bugged Cat          | 23/06 | William Hanna et Joseph Barbera sont crédités comme réalisateurs, tandis que Tom Ray s'occupe de la supervision. |
| 160 | Tom et Jerry au pays des robots | Advance and be Mechanized   | 25/08 | Réalisé par Ben Washam.                                                                                          |
| 161 | Le cauchemar                    | Purr-Chance to Dream        | 08/09 | Réalisé par Ben Washam. Dernier cartoon Tom et Jerry de la période Chuck Jones.                                  |